# Aenictopecheidae
Aenictopecheidae is een familie van wantsen. De familie werd voor het eerst wetenschappelijk beschreven door Usinger in 1932.

## Uiterlijk
Veel van de soorten zijn onopvallend gekleurd en de grootte ligt tussen de 3 en 10mm.  

## Voorkomen
Deze familie wantsen heeft vertegenwoordigers over de hele wereld maar voornamelijk op het zuidelijk halfrond. De familie is slecht onderzocht en veel van de soorten zijn zeldzaam of wachten nog op wetenschappelijke beschrijving. Ook over de manier van leven is niet veel bekend, er zijn soorten die leven in woestijnachtige gebieden, onder stenen en tussen grind in rivierbeddingen maar ook onder schors, mos en afgevallen bladeren in bossen. 

## Taxonomie
De familie bevat de volgende geslachten:

- Aenictocoris Woodward, 1956
- Aenictopechys Breddin, 1905
- Australostolus Štys, 1980
- Boreostolus Wygodzinsky & Štys, 1970
- Cretocephalus Luo & Xie, 2022
- Gamostolus Bergroth, 1927
- Lomagostus Villiers, 1958
- Maoristolus Woodward, 1956
- Murphyanella Wygodzinsky & Štys, 1982
- Nymphocoris Woodward, 1956
- Paenicotechys Štys, 1969
- Timahocoris Wygodzinsky & Štys, 1982
- Tornocrusus Kritsky, 1977
- Ulugurocoris Štys & Banar, 2013